# Doquz Khatun
Doquz Khatun (gestorven: 1265) was een prinses van de Keiraïten en was getrouwd met Hulagu, de stichter van het Il-kanaat.

## Biografie
Doquz was een kleindochter van de Keiraïtische Ong Khan die het nestorianisme aanhing. Nadat Ong Khan was verslagen door Dzjengis Khan in 1203 werd Doquz geschonken aan Tolui, de jongste zoon van Dzjengis. Het huwelijk tussen haar en Tolui was nooit geconsummeerd, want na zijn dood kwam ze terecht bij diens zoon Hulagu. Haar huwelijk met Hulagu werd nog voor zijn vertrek naar Iran in de eerste jaren van 1250 geconsummeerd. Net zoals Sorghaghtani Beki was Doquz ook nestoriaans en uitte ze haar geloof vrijelijk in het Midden-Oosten. Ze probeerde ook haar echtgenoot te bekeren, maar deze bleef trouw aan zijn geloof.
Tijdens het beleg van Bagdad wist ze te voorkomen dat de christenen die in de stad woonden het slachtoffer zouden worden van de plunderingen die na het beleg plaatsvonden. Daarnaast was Doquz in staat om ervoor te zorgen Denha I de positie van katholikos verkreeg in 1265. In datzelfde jaar overleed Hulagu en kort daarna overleed ook Doquz.